# 斐迪南·卡爾·約瑟夫

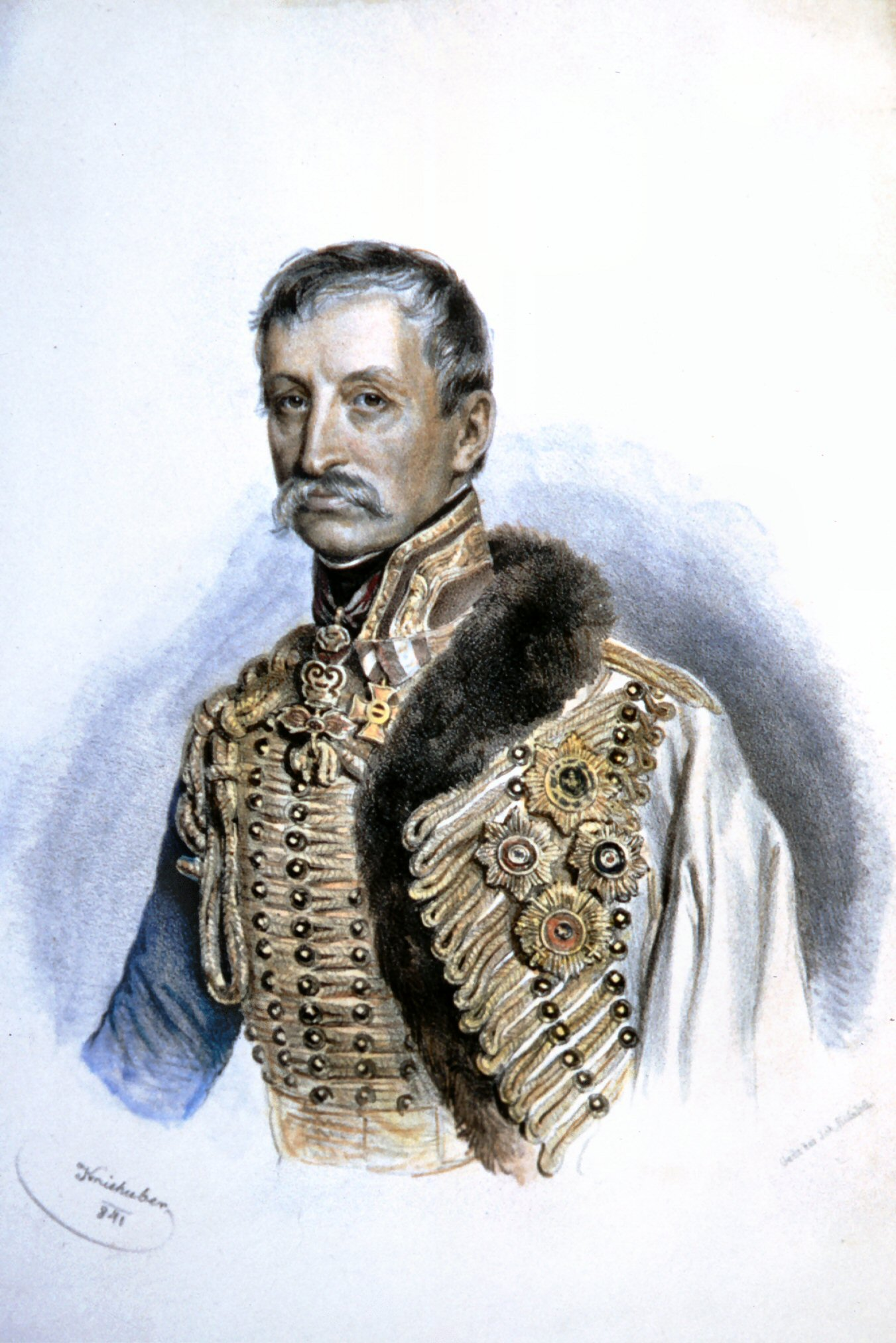
斐迪南·卡爾·約瑟夫

斐迪南·卡爾·約瑟夫（德語：Ferdinand Karl Joseph，1781年4月25日—1850年11月5日），奧地利斐迪南·卡爾大公的次子，母親是埃斯特的瑪麗亞·貝亞特麗切。
拿破崙戰爭期間，斐迪南率領奧地利軍隊參與第五及第七次反法同盟。斐迪南終生未婚，1850年於舊明斯特去世，享年69歲。